# Język meglenorumuński
Język meglenorumuński (meglenicki, nazwa własna vlahește, gr. vlachomoglenítika) – język wschodnioromański, przez część językoznawców uznawany za dialekt języka rumuńskiego.
Językiem meglenorumuńskim posługuje się nieliczny etnos Meglenorumunów, osiadły obecnie w kilku wsiach w kotlinie Meglena i górach Pajak na granicy grecko-macedońskiej, w okolicach Antalyi i Isparty w tureckiej Anatolii oraz w rozproszeniu w Rumunii (najwięcej w okolicach Tulczy). Szacunki mówią o kilku-kilkunastu tysiącach osób potrafiących wypowiadać się w tym języku.
Język meglenorumuński został naukowo opisany na przełomie XIX i XX wieku przez rumuńskich lingwistów podczas badań nad etnolektami romańskimi na Bałkanach. Na początku XX wieku pod wpływem czynników ideologicznych – koncepcji „Wielkiej Rumunii” – rumuńscy językoznawcy uznali język meglenorumuński za dialekt rumuńskiego. Zastosowaniem tej idei w praktyce było utworzenie przez rząd rumuński na terenach zamieszkanych przez Wołochów licznych szkół podstawowych nauczających języka rumuńskiego, mających na celu „rumunizację” wszystkich Arumunów. Rzeczywiście, po zakończeniu wojen bałkańskich, I wojny światowej i wojny grecko-tureckiej część Meglenorumunów wyemigrowała do Rumunii (głównie do Dobrudży). Obecnie większość z ich potomków uważa się już za Rumunów, choć nadal kultywują swoje arumuńskie tradycje.
W Grecji język meglenorumuński, w wyniku konsekwentnej i brutalnej akcji hellenizacji, wobec braku własnego szkolnictwa czy chociażby standaryzacji, jest obecnie językiem wymierającym, stosowanym sporadycznie jako tzw. „język domowy”.
Do zapisu języka meglenorumuńskiego stosuje się, w zależności od miejsca, trzy alfabety – macedońską wersję cyrylicy w Macedonii Północnej, rumuńską wersję alfabetu łacińskiego w Rumunii i alfabet grecki w Grecji.